# 보성 대원사 극락전 관음보살･달마대사 벽화
보성 대원사 극락전 관음보살･달마대사 벽화(寶城 大原寺 極樂殿 觀音菩薩･達摩大師 壁畵)는 대한민국 전라남도 보성군 문덕면 대원사 극락전에 있는 조선시대의 불화이다. 2015년 3월 4일 대한민국의 보물 제1861호로 지정되었다.

## 개요
보성 대원사 극락전의 내부 동･서측 벽에 큼직하게 그려진 관음보살 및 달마대사 벽화는 조선후기 주불전 내부에 조성된 벽화 중 동･서 측면에 관음보살도와 달마도가 각각 독립된 존상으로 대칭을 이루며 배치되었다. 서벽에 그려진 관음보살 벽화는 기암괴석과 대나무를 배경으로 파도 위 연화대좌 위에 앉아있는 백의의 관음보살과 선재동자를 그렸는데, 선재동자가 관음보살의 뒤편에 서서 靑鳥를 안고 있는 특징 있는 도상을 보여준다. 또한 동쪽 벽에 그려진 달마대사 벽화는 선종에서 즐겨 도상화되었던 달마대사와 혜가단비의 고사를 그렸는데, 큼직하게 그려진 달마대사와 달리 혜가를 작게 그려 달마의 모습을 더욱 부각시켜 묘사하였다.
이 벽화는 대원사에 소장된 ｢寶城天鳳山大原寺大法堂十王殿與衆寮重刱及丹靑兼地藏改金畵各帖記文｣(대원사 티벳박물관소장)이라는 현판의 기록으로 보아 1766년의 지장보살도와 시왕도 조성 및 1767년 대법당 중창 때 그려진 것으로 추정된다.
대원사 관음보살･달마대사벽화는 운문사 관음보살･달마대사 벽화의 계보를 잇는 작품이자 18세기 중·후반 전라남도를 중심으로 활약했던 의겸의 계보를 잇는 의겸파의 특징을 잘 보여주는 작품이다.

## 같이 보기
- 청도 운문사 대웅보전 관음보살·달마대사 벽화 (보물 제1817호)

## 참고 자료
- 보성 대원사 극락전 관음보살･달마대사 벽화 - 국가유산청 국가유산포털